# سنکاکو
سِن‌کاکو (به ژاپنی: 尖閣諸島) مجمع‌الجزایری فاقد سکنه در دریای چین شرقی است. این جزایر در اختیار ژاپن هستند، اما چین و تایوان مدعی مالکیت آن با نام چینی دیائو (به چینی: 釣魚臺列嶼) شده‌اند. جزایر سِنکاکو به خطوط بین‌المللی کشتی‌رانی نزدیک هستند و از لحاظ ذخایر و حقوق ماهی‌گیری و داشتن منابع بالقوه نفت و گاز اهمیت فراوانی دارند. تنها مساحت یک جزیره از یک کیلومترمربع بیشتر است و باقی لکه‌های سنگی کوچکی در دریا هستند.
مالکیت بر این جزایر، هم‌واره باعث تنش در روابط چین و ژاپن و روابط تایوان و ژاپن بوده‌است.

## تاریخچه
چین و تایوان مدعی هستند که این جزایر از لحاظ تاریخی به آنان تعلق دارد و بحث مالکیت مجمع‌الجزایر پس از اشغال‌شدن‌شان از سوی ارتش امپراتوری ژاپن در سال ۱۸۹۴ شروع شده‌است.
دولت ژاپن در تاریخ ۱۴ ژانویه ۱۸۹۵ با تأیید کابینه، جزایر فاقد سکنه سن‌کاکو را رسماً به خاک ژاپن الحاق کرد. از آن زمان، جزایر سن‌کاکو به طور پیوسته به‌عنوان بخش تفکیک‌ناپذیر از جزایر نانسی شوتو که قلمرو ژاپن تلقی می‌شود، باقی‌مانده است.

## مشخصات
| نام              | نگاره هوایی             | توضیحات نام                                                | توضیحات نام         | توضیحات نام                            | کیلومتر مربع | مختصات جغرافیایی                                                | یادداشت                                                                                 |
| نام              | نگاره هوایی             | ژاپن                                                       | چین                 | تایوان                                 | کیلومتر مربع | مختصات جغرافیایی                                                | یادداشت                                                                                 |
| ---------------- | ----------------------- | ---------------------------------------------------------- | ------------------- | -------------------------------------- | ------------ | --------------------------------------------------------------- | --------------------------------------------------------------------------------------- |
| اووتسوری         | Uotsuri-jima            | 魚釣島 Uotsuri-shima «Fiskeøya"                            | پین‌یین: Diàoyú Dǎo  | چینی سنتی: 釣魚臺; پین‌یین: Diàoyútái   | ۳٫۸۱         | ۲۵°۴۴′۳۹″ شمالی ۱۲۳°۲۸′۲۱″ شرقی / ۲۵٫۷۴۴۱۷°شمالی ۱۲۳٫۴۷۲۵۰°شرقی | Ca. 3,5 km utstrekning øst–vest, ca. 2 km utstrekning nord–sør. Høyeste punkt: 362 moh. |
| تایشو            | Taishō-jima             | 大正島 Taishō-tō gammeljapansk/ryūkyū: 赤尾嶼 Sekibisho    | پین‌یین: Chìwěi Yǔ   | چینی سنتی: 赤尾嶼; پین‌یین: Chìwěi Yǔ   | ۰٫۰۶         | ۲۵°۵۵′۲۰″ شمالی ۱۲۴°۳۳′۲۸″ شرقی / ۲۵٫۹۲۲۲۲°شمالی ۱۲۴٫۵۵۷۷۸°شرقی |                                                                                         |
| کوبا             | Kuba-jima               | 久場島 Kuba-shima gammeljapansk/ryūkyū: 黄尾嶼 Kōbisho     | پین‌یین: Huángwěi Yǔ | چینی سنتی: 黃尾嶼; پین‌یین: Huángwěi Yǔ | ۰٫۹۱         | ۲۵°۵۵′۲۶″ شمالی ۱۲۳°۴۰′۵۵″ شرقی / ۲۵٫۹۲۳۸۹°شمالی ۱۲۳٫۶۸۱۹۴°شرقی |                                                                                         |
| کیتاکوجیما       | Kita- und Minami-Kojima | 北小島 Kita-Kojima «lille nord-øy"                         | پین‌یین: Běixiǎo Dǎo | چینی سنتی: 北小島; پین‌یین: Běixiǎo Dǎo | ۰٫۳۱         | ۲۵°۴۳′۴۷″ شمالی ۱۲۳°۳۲′۲۹″ شرقی / ۲۵٫۷۲۹۷۲°شمالی ۱۲۳٫۵۴۱۳۹°شرقی |                                                                                         |
| می‌نامی‌کوجیما     | Kita- und Minami-Kojima | 南小島 Minami-Kojima «lille sør-øy"                        | پین‌یین: Nánxiǎo Dǎo | چینی سنتی: 南小島; پین‌یین: Nánxiǎo Dǎo | ۰٫۴۰         | ۲۵°۴۳′۲۴″ شمالی ۱۲۳°۳۳′۰۰″ شرقی / ۲۵٫۷۲۳۳۳°شمالی ۱۲۳٫۵۵۰۰۰°شرقی |                                                                                         |
| اوکی‌نوکیتائیوا   | Oki-no-Kitaiwa          | 沖ノ北岩 Oki-no-Kitaiwa «avsidesliggende nordlige klippe"  | پین‌یین: Běi Yǔ      | چینی سنتی: 沖北岩; پین‌یین: Chōngběiyán | ۰٫۰۳         | ۲۵°۴۶′۴۸″ شمالی ۱۲۳°۳۲′۳۲″ شرقی / ۲۵٫۷۸۰۰۰°شمالی ۱۲۳٫۵۴۲۲۲°شرقی | Skjær                                                                                   |
| اوکینومینامیئیوا | Oki-no-Minamiiwa        | 沖ノ南岩 Oki-no-Minamiiwa «avsidesliggende sørlige klippe" | پین‌یین: Nán Yǔ      | چینی سنتی: 沖南岩; پین‌یین: Chōngnányán | ۰٫۰۱         | ۲۵°۴۵′۱۸″ شمالی ۱۲۳°۳۴′۲″ شرقی / ۲۵٫۷۵۵۰۰°شمالی ۱۲۳٫۵۶۷۲۲°شرقی  | Skjær                                                                                   |
| توبیسی           | Tobise (rechts unten)   | 飛瀬 Tobise                                                | پین‌یین: Fēi Yǔ      | چینی سنتی: 飛瀨; پین‌یین: Fēilài        | ۰٫۰۰۲        | ۲۵°۴۴′۸″ شمالی ۱۲۳°۳۰′۲۲″ شرقی / ۲۵٫۷۳۵۵۶°شمالی ۱۲۳٫۵۰۶۱۱°شرقی  | Skjær                                                                                   |